# AIPL1
AIPL1‏ (Aryl hydrocarbon receptor interacting protein like 1) هوَ بروتين يُشَفر بواسطة جين AIPL1 في الإنسان.

## الوظيفة
تُمثل كمنة ليبر الخلقية (LCA) ما لا يقل عن 5% من جميع أمراض الشبكية الوراثية، وهو أشد أنواع اعتلال الشبكية الوراثي، ويبدأ ظهوره في سن مبكرة. يُشخَّص الأفراد المصابون باعتلال الشبكية الخلقي ليبر عند الولادة أو في الأشهر القليلة الأولى من حياتهم بضعف شديد في الرؤية أو العمى، والرأرأة، وتخطيط كهربية الشبكية غير طبيعي أو مسطح. رُسِم الجين AIPL1، المُعبَّر عنه في المستقبلات الضوئية/الغدة الصنوبرية، والمُشفِّر للبروتين المتفاعل مع الهيدروكربون الأريل-1، ضمن المنطقة المُرشَّحة لاعتلال الشبكية الخلقي ليبر 4. يحتوي البروتين على ثلاثة أنماط رباعية الببتيد، تتوافق مع نشاط النقل النووي أو شابرون. قد تُسبِّب طفرات AIPL1 ما يقرب من 20% من حالات اعتلال الشبكية الخلقي المتنحي.

## التفاعل
لقد ثبت أن AIPL1 يتفاعل مع NUB1.